# Gustav Theodor Fechner
Gustav Theodor Fechner (psevdonim Dr. Mises), nemški fizik, psiholog, naravoslovec, filozof in književnik, * 19. april 1801, Groß Särchen, Saška (danes Żarki Wielkie, Poljska), † 28. november 1887, Leipzig, Nemčija.
Fechner je bil pionir eksperimentalne psihologije in pobudnik psihofizike, podveje psihologije, ki se ukvarja s povezavami med fizikalnimi dražljaji in njihovimi subjektivnimi korelati ali zaznavami. Vplival je na mnoge znanstvenike in filozofe 20. stoletja. Je avtor enačbe:
{\displaystyle S=K\log I\!\,,}
ki znanstveno dokazuje obstoj povezave med telesom in razumom.
Njegov oče je bil pastor. Fechner se je šolal v Sorauu (danes Żary na Poljskem), Dresdnu in študiral na Univerzi v Leipzigu. V Leipzigu je tudi preživel večino življenja. Leta 1834 je postal profesor fizike. Leta 1839 je utrpel očesno okvaro pri raziskovanju pojavov barv in vida, tako da je profesorsko mesto zapustil. Sčasoma se mu je stanje poboljšalo in se je vrnil k raziskovanju razuma in njegove povezave s telesom, ter imel javna predavanja o temah iz svojih knjig.
Objavil je tudi članke s področja kemije in fizike. Iz francoščine je prevajal kemijska dela Biota in Thénarda. Objavljal je tudi pesmi in humoristična književna dela, kot je na primer Primerjalna anatomija angela (Vergleichende Anatomie der Engel) iz leta 1825, ki jo je napisal pod psevdonimom Dr. Mises.
Po njem se imenuje krater Fechner na Luni in asteroid 11041 Fechner, ki ga je odkril Elst leta 1989 na Evropskem južnem observatoriju.